# 富达投资
富达投资 (英語：Fidelity Investments)是一家美国跨国金融服务公司。是全球第三大共同基金公司。

## 历史
成立于1946年，面对北美投资者。 富达风险投资是其风险投资部门，随着其关闭大量原员工成立Volition Capital. 富达国际有限公司 (FIL)是1969年成立的为国际市场服务的子公司，1980年分拆成为独立经营，更名为'富达全球投资'.
富达投资名下管理着大量共同基金，提供资金分配和投资咨询服务，同时还提供经纪业务，退休服务，财富管理, 证券执行和清算, 人寿保险和一些其他服务。